# Pseudochondrostoma willkommii
Pseudochondrostoma willkommii là một loài cá vây tia trong họ Cyprinidae.
Nó được tìm thấy ở Bồ Đào Nha và Tây Ban Nha.
Các môi trường sống tự nhiên của chúng là các con sông và các khu vực chứa nước.
Nó bị đe dọa do mất môi trường sống.

## Synonims[1]
- Pseudochondrostoma willkommii (Steindachner 1866)
- Chondrostoma willkommii Steindacher 1866
- Chondrostoma willcommi Steindacher 1866 (misspelling that should not be used)
- Chondrostoma polylepis willkommii Steindacher 1866

## Hình ảnh

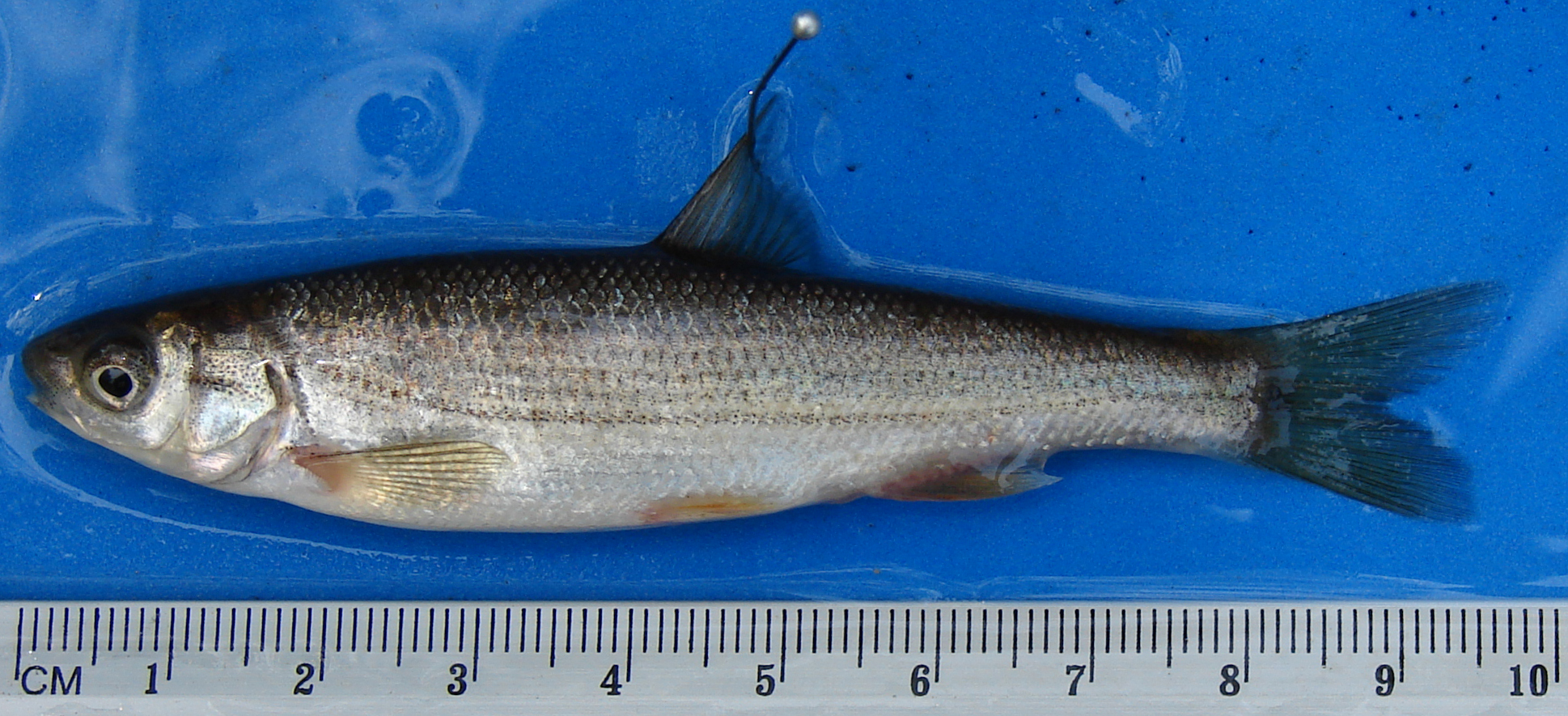
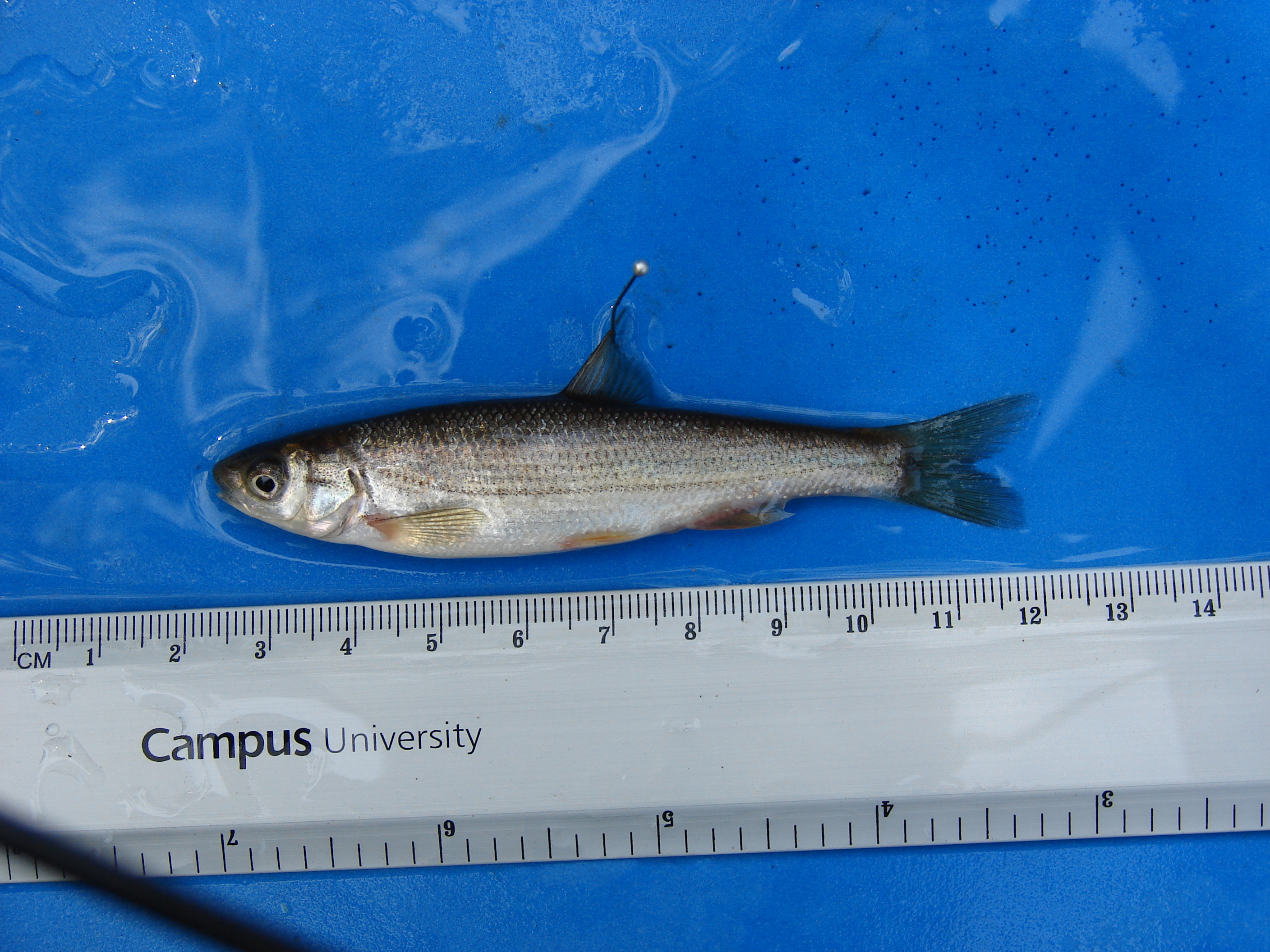